# Убийство Анны Политковской
Анна Политковская была застрелена в лифте своего дома в центре Москвы (Лесная улица, дом 8). Сотрудники милиции нашли пистолет Макарова с глушителем и четыре гильзы рядом с телом. Первые сведения указывали на заказное убийство, так как было произведено четыре выстрела, включая «контрольный» выстрел в голову.
Обвинения были предъявлены девяти лицам. В мае 2008 года представители Следственного комитета объявили, что непосредственного исполнителя убийства зовут Рустам Махмудов и он объявлен в международный розыск. К началу июня из-под стражи были освобождены четверо обвиняемых, в том числе предполагаемый организатор убийства. 18 июня было объявлено о завершении предварительного расследования и о том, что у следствия остались четверо обвиняемых. В октябре 2008 года Генпрокуратура РФ передала материалы следствия в суд. Первые слушания состоялись 15 октября 2008 года. 17 ноября суд постановил, что слушания будут вестись в открытом режиме. Однако в день слушаний 19 ноября это решение было неожиданно изменено; 25 ноября слушания снова перевели в открытый режим.
19 февраля 2009 года коллегия присяжных единогласно оправдала братьев Ибрагима и Джабраила Махмудовых по делу об убийстве Политковской, сочтя, что следствию не удалось доказать их причастность к совершению преступления. Обвиняемые были отпущены из зала суда. 20 мая 2014 года коллегия присяжных признала Гайтукаева, Хаджикурбанова и братьев Махмудовых виновными в организации убийства журналистки; снисхождения, по их мнению, заслуживал только Ибрагим Махмудов.
Спустя 15 лет, 7 октября 2021 года, истёк срок давности по делу об убийстве Анны Политковской. Заказчик так и не был найден.

## Версии убийства
Журналистами и аналитиками выдвигались несколько версий убийства Политковской: согласно одной из основных версий, к преступлению было причастно руководство Чеченской Республики, согласно другой — российские власти и лично Владимир Путин. В ходе следствия прорабатывались версии о причастности Кадырова или его противников, о заказчиках «из-за рубежа», рассчитывавших подорвать престиж России. Прокремлёвские политологи и журналисты утверждали, что Кремль и российские спецслужбы к убийству Политковской никакого отношения не имели и что убийство было выгодно не Путину, а Западу. Так, журналистка «Российской газеты» Наталья Козлова предположила, что убийство организовали Борис Березовский или Ахмед Закаев с целью создать повод для критики российской власти. Также высказывались предположения, что убийство Политковской, произошедшее в день рождения Владимира Путина, могло быть провокацией против него и Рамзана Кадырова. Сам Рамзан Кадыров заявил, что Политковская была убита по заказу Бориса Березовского.
Бывший подполковник советской и российской госбезопасности Александр Литвиненко, друживший с Политковской, на своей последней пресс-конференции утверждал, что заказчиком убийства являлся Владимир Путин. Спустя 12 дней после этого заявления Литвиненко был отравлен и скончался через несколько недель. По мнению британского правительства, устранение Литвиненко было поручено ФСБ Владимиром Путиным. Литвиненко также утверждал, что Путин лично передавал угрозы Политковской через российского политика Ирину Хакамаду. Хакамада назвала эти утверждения «бредом».
Правозащитница Людмила Алексеева была уверена в том, что Политковскую убили из-за её профессиональной деятельности, из-за того, что она «обличала насилие и защищала жертв этого насилия». Депутат Государственной думы Владимир Рыжков считал, что мотивами для убийства были расследования Политковской терактов в Беслане и «Норд-Осте», а также её публикации о коррупции и Чечне. Несколько возможных мотивов убийства выдвинул корреспондент «Новой газеты» Вячеслав Измайлов. Так, он предположил, что убийство могло быть организовано российскими спецслужбами с помощью чеченцев, связанных с ними или лично Рамзаном Кадыровым из-за разоблачения похищений и убийств, которые, возможно, осуществлялись по его указанию. Измайлов также считал возможным, что убийство Политковской было местью сотрудников ОМОН из Нижневартовска, один из которых, Сергей Лапин по кличке «Кадет», благодаря статьям Политковской был осуждён за похищение и убийство в Чечне.
В связи с убийством Политковской упоминался «список врагов русского народа», опубликованный в интернете в 2006 году. Главный редактор радиостанции «Эхо Москвы» Алексей Венедиктов отмечал: «я хотел бы вам напомнить про так называемый „список врагов русского народа“, опубликованный несколько месяцев тому назад, и патронируемый, насколько я помню, кажется, депутатом Курьяновичем, где Анна Политковская в этом списке была обозначена как „агент западных спецслужб“, её имя стоит между Валерием Панюшкиным, тоже журналистом „Коммерсанта“ и Владимиром Познером, ведущим программы „Времена“ — есть и этот след».

## Расследование
27 августа 2007 года начальник УСБ ФСБ РФ заявил, что в убийстве Анны Политковской обвиняется сотрудник службы по Центральному административному округу Москвы УФСБ по Москве и Московской области подполковник Павел Рягузов.
21 сентября 2007 года следствие предъявило обвинение по статье 33 и статье 105 УК (соучастие в убийстве в форме пособничества) бывшему главе Ачхой-Мартановского района Чеченской республики Шамилю Бураеву. Следствие подозревает, что Бураев обратился к Рягузову с просьбой выяснить адрес проживания Политковской, и затем Бураев передал его братьям Махмудовым.
В начале 2008 года руководитель Главного следственного управления Следственного комитета при прокуратуре России Дмитрий Довгий высказал убеждение, что заказчиком убийства Политковской выступил Б. Березовский, осуществивший свой замысел с помощью чеченского преступного «авторитета» Хож-Ахмеда Нухаева. По словам Довгия, убийство связано не со статьями Политковской, а с её личностью:

Организаторы хотели показать, что у нас средь бела дня могут убивать известных людей, что правоохранительные органы якобы не в состоянии раскрывать такие дела. МВД и мы опровергли это. <…> Вот она такая яркая, находится в оппозиции к действующей власти, встречалась с Березовским — вот её и убили. Не верили, что мы так достаточно быстро раскроем это преступление.

По версии следствия, организатором преступной группы являлся один из лидеров «лазанской» группировки Магомед Димельханов. К последнему весной 2006 года поступил заказ на убийство Политковской, поскольку к журналистке имели «серьёзные претензии большие люди в Чечне». Выполнение заказа было поручено братьям Махмудовым, которые привлекли к делу рыночного торговца и шофёра банды Ахмеда Исаева. Пытаясь установить адрес Политковской, преступники обратились к бывшему оперативному сотруднику этнического отдела РУБОП Сергею Хаджикурбанову, который свёл их с подполковником Павлом Рягузовым, работавшим в отделе ФСБ по Центральному административному округу Москвы, на территории которого проживала Политковская. Рягузов «пробил» по адресной базе и передал адрес Политковской бывшему главе Ачхой-Мартановского района Чеченской Республики Шамилю Бураеву. Рягузов также снабжал банду информацией о её телефонных переговорах. Кроме того, Хаджикурбанов организовал слежку за Политковской, обратившись за помощью к сотрудникам оперативно-поискового управления ГУВД Москвы Дмитрию Лебедеву, Дмитрию Грачёву и Олегу Алимову. К делу был также привлечён бывший милиционер, работавший в ЧОПе, Алексей Беркин. По сведениям газеты «Время новостей», все представители силовых структур, проходившие по делу об убийстве Политковской, «не знали, о чём именно идёт речь, не были знакомы с киллером и заказчиком и выполнили за деньги левую работу».
Непосредственным исполнителем убийства, как считает следствие, является Рустам Махмудов — брат Ибрагима, Джабраила и Тамерлана Махмудовых.
Главный редактор «Новой газеты» Дмитрий Муратов заявил, что доволен тем, как проводится расследование убийства: «Доводы следствия чрезвычайно убедительны и профессиональны».
В августе 2007 года по делу об убийстве Политковской было арестовано 10 человек: Алексей Беркин, Дмитрий Лебедев, Тамерлан Махмудов, Джабраил Махмудов, Ибрагим Махмудов, Олег Алимов, Магомед Димельханов, Ахмед Исаев, Сергей Хаджикурбанов и Дмитрий Грачёв. Вслед за тем были арестованы Рягузов и Бураев. Однако, по данным прессы, милиционер Беркин был вскоре отпущен из-под ареста за недостатком доказательств, тогда как у Хаджикурбанова, по данным прессы, оказалось алиби (он с 2004 по конец 2006 года находился в тюрьме). По другим данным, Хаджикурбанов был освобождён до убийства Политковской (по данным «Новой Газеты» — в сентябре).
Генеральный прокурор РФ Юрий Чайка во время своей встречи с президентом РФ уточнил, что убийство готовилось двумя группами — первая следила за журналисткой, а вторая контролировала первую. В слежке за Политковской подозреваются бывшие сотрудники оперативно-поискового управления ГУВД: Алексей Беркин, Дмитрий Лебедев, Олег Алимов и Дмитрий Грачёв. Вторая же группа состояла в основном из уроженцев Чеченской Республики: Джабраила Махмудова, его братьев Тамерлана и Ибрагима, предполагаемого лидера группы Магомеда Димельханова, а также бывшего оперативника московского УБОП Сергея Хаджикурбанова.
Мотивом преступления генеральный прокурор назвал:

… дестабилизацию обстановки в стране, изменение конституционного порядка, формирование в России кризисов, возврат к прежней системе правления, когда всё решали деньги и олигархи…

Заказчик убийства в августе 2007 года не был назван, хотя прокуратура заявила, что это человек, живущий за границей и лично знакомый с Политковской. К подобному выводу уже по прошествии 3 дней после убийства пришёл и президент РФ Владимир Путин.

## Сведения о ходе следствия, появившиеся в СМИ
Согласно просочившимся в прессу сведениям, ход расследования был таков. Следственной группе, проанализировав данные видеокамер наблюдения, удалось установить автомобиль, на котором подъехали к дому предполагаемые убийцы. Автомобиль принадлежал семье киллеров из Чечни братьев Махмудовых из так называемой «Лазанской» группировки (по названию ресторана «Лазанья» в Москве на Пятницкой улице — по другим источникам, название ресторана якобы «Алазань»). Лидер этой группировки, Нухаев, обвиняется в убийстве Пола Хлебникова. Также было установлено, что незадолго до убийства (в сентябре) адрес Политковской «пробивал» в базе данных ФСБ полковник ФСБ Павел Рягузов, который немедленно вслед за тем позвонил своему давнему знакомому бывшему главе Ачхой-Мартановского района Чечни Шамилю Бураеву. Поскольку Политковская проживала по новому адресу, то для установления её местожительства предполагаемыми убийцами была нанята милицейская группа слежки. Связующим звеном между группами, по версии следствия, служил бывший оперативный сотрудник этнического отдела РУБОП, знакомый Рягузова Сергей Хаджикурбанов.

## Суд и приговоры
Дмитрий Павлюченков (14 декабря 2012 года)
В декабре 2012 года Мосгорсуд приговорил к 11 годам колонии строгого режима и выплате 3 млн рублей детям Политковской бывшего сотрудника столичного ГУВД подполковника милиции Дмитрия Павлюченкова, признав его виновным по делу об убийстве обозревателя «Новой газеты» Анны Политковской. Дело Павлюченкова было рассмотрено в особом порядке: без исследования доказательств и допроса свидетелей — из-за досудебного соглашения о сотрудничестве со следствием, в рамках которого Павлюченков полностью признал свою вину и сообщил ранее неизвестную информацию. При этом обе стороны намерены обжаловать приговор. В своём последнем слове бывший милиционер назвал сотрудничество со следствием не вынужденным, а добровольным, кроме того, он извинился за участие в преступлении и попросил прощения у детей погибшей. Согласно обвинению, Павлюченков входил в группу, которая совершила убийство. Организатором убийства был Лом-Али Гайтукаев, а в обязанности Павлюченкова входило установление местонахождения Политковской, изучение её распорядка дня, наблюдение. Кроме того, он приобрёл переделанный под стрельбу боевыми патронами газовый пистолет, который и передал Гайтукаеву и Сергею Хаджикурбанову.
В приговоре Павлюченкову упоминались без имён ещё пять фигурантов, которым суд только предстоял и которые знакомились с материалами дела.
21 декабря 2012 года адвокат семьи Политковской обжаловала приговор Павлюченкову, так как они считают его несправедливым — наказание не соответствует тяжести содеянного, а также было заявлено о несогласии с особым порядком рассмотрения дела.
Остальные пятеро
20 мая 2014 года коллегия присяжных признала Гайтукаева, Хаджикурбанова и братьев Махмудовых виновными в организации убийства журналистки; снисхождения, по их мнению, заслуживал только Ибрагим Махмудов. Все пятеро обвиняемых свою вину отрицали.
9 июня состоялось оглашение приговора. Рустам Махмудов и Лом-Али Гайтукаев были приговорены к пожизненному лишению свободы, Сергей Хаджикурбанов — к 20 годам тюрьмы, Джабраил и Ибрагим — соответственно, к 14 и 12 годам заключения. 26 июня 2015 года Верховным Судом России наказание Джабраилу Махмудову было смягчено до 13,5 лет, остальным осуждённым оставлен без изменения.
В 2018 году Европейский суд по правам человека постановил, 5 голосами против 2, что при расследовании убийства государство допустило ряд нарушений.
В ноябре 2023 года Сергей Хаджикурбанов, участвовавший в боевых действиях на Украине получил помилование.